# 蓋瑞·貝克
蓋瑞·史丹利·貝克（英語：Gary Stanley Becker，1930年12月2日—2014年5月3日），美国著名經濟學家與社會學家，芝加哥大學教授，第三代芝加哥經濟學派领军人物、法律经济学的重要人物之一，1992年诺贝尔经济学奖得主。芝加哥经济学派领袖米尔顿·弗里德曼评价貝克为“二十世纪后半叶最伟大的社会科学家”。
貝克是首位將個體經濟學方法應用到社會學分析的經濟學家，以理性選擇及效用理論為出發點，對於種族歧視、犯罪、家庭決策、藥物濫物等社會現象進行經濟學分析，為新家計經濟學（New Home Economics）壂定了基礎，對於家庭經濟學的發展有重大貢獻。1992年獲得諾貝爾經濟學獎，為表揚其「將微觀經濟學的分析視野拓展到非市場經濟領域的人類行為之中」。

## 人物生平

### 早年生活
貝克生於美國賓西法尼亞州波茨维尔地區，1951年得到普林斯頓大學学士學位，1955年獲得芝加哥大學博士學位，博士論文題目為《種族歧視的經濟學》（The economics of racial discrimination）。

### 学术生涯
1957至1968年任教於哥倫比亞大學，後返回母校芝加哥大學執教。在芝加哥大学任教期间，貝克成为了芝加哥經濟學派代表人物之一、法律经济学的重要人物之一。
1967年了，他獲得約翰·貝茨·克拉克獎與美國經濟學會的「克拉克獎章」，1992年獲得諾貝爾經濟學獎，2007年獲得美國總統自由勳章。他同時是「胡佛研究所」跟「美國國家經濟調察局」的成員。
2014年5月3日，貝克因長期病痛而逝世。

## 學術貢獻
貝克是最早讓經濟學的範疇進入社會學中「家庭關係」此一題目的人之一。舉凡種族歧視、犯罪、家庭組織和嗑藥問題等都有涉及。他最為人所知的成就便是他證明了許多不同類型的人類行為其實並非是出於盲目，而是有其背後的深思熟慮。他也是當代第一流關於資本現象的研究者。在其他的領域中，他的同事史蒂芬·列維特經常被視為貝克經濟學方法的追隨者，列維特同樣是將經濟學的視野用於其他的非正統的經濟學題目上。
貝克還是「不肖子定理」的發現者，曾提出理性成癮假說。
根據諾貝爾經濟學獎的引言，可以將其的工作劃分到下列四個領域之中:
1. 資本的投資
2. 家庭成員的行為，包括家事分工和在家時間
3. 犯罪與刑罰
4. 區別市場上的勞動力與商品

他從1985年起到2004年每個月在《商業週刊》上和自由派經濟學家Alan Blinder輪流發表文章。2004年12月起，他和理查德·A·波斯纳投入網誌的撰寫。

## 著作
- 《The Economics of Discrimination 》歧视经济学（1957年初版，1971年再版）
- 《Human Capital: A Theoretical and Empirical Analysis》人力资本：理论和经验的分析（1964年初版，1975年再版）
- 《The Economic Approach to Human Behavior》人类行为的经济分析（1976年出版）
- 《A Treatise on the Family 》家庭论（1981年出版）

### 引用
1. ↑  Harms, William. . 芝加哥大學. 2014-05-04  [2014-05-06]. （原始内容存档于2014-05-06） （英语）.
2. ↑  . NobelPrize.org.   [2019-08-27]. （原始内容存档于2021-04-17） （美国英语）.
3. ↑  . BFI.   [2019-08-27]. （原始内容存档于2021-05-02） （美国英语）.
4. ↑  Catherine Rampell. "Gary Becker, an economist who changed economics"Washington Post May 5, 2014 （页面存档备份，存于）
5. ↑  . Hoover Institution.   [2019-08-27]. （原始内容存档于2021-02-01） （英语）.
6. ↑  . 蘋果日報. 2014-05-05  [2014-06-08]. （原始内容存档于2015-09-24）.

### 网页
- 诺贝尔官方网站关于蓋瑞·貝克介绍 （页面存档备份，存于）